# 田汝成
田汝成（1503年—1557年），字叔禾，號豫陽，浙江钱塘縣（今杭州）人。明朝政治人物、诗人。

## 生平
早年有詩名，與蒋灼友好，遂移家餘杭。嘉靖五年丙戌（1526年）進士，授南京刑部主事。歷官禮部主事，升署儀制司郎中，改祠祭司郎中。
嘉靖十一年（1532年）七月出京為廣東提學僉事，貶滁州知州。十四年九月升贵州佥事，十六年十二月升广西布政司右参议，分守右江，十八年与副使翁万达平定广西断藤峡弩滩诸巢贼，升一级，嘉靖十九年（1540年），終官福建提学副使。嘉靖二十年，告病歸里。

## 著作
有《西湖游览志》、《炎徼纪闻》 ， 《龙凭记略》及《熙朝樂事》等。